# Synagoge (Reims)

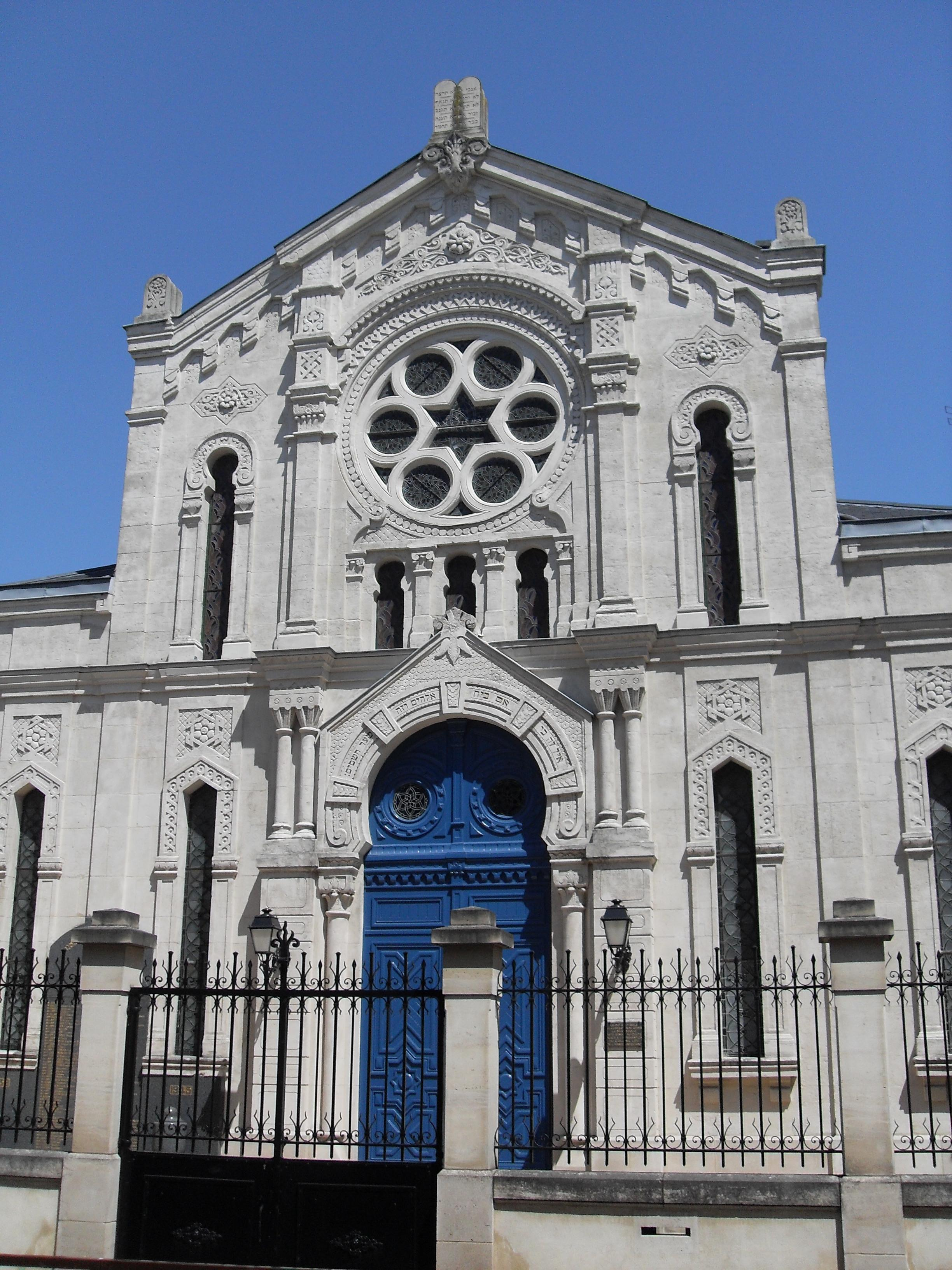
Synagoge in Reims

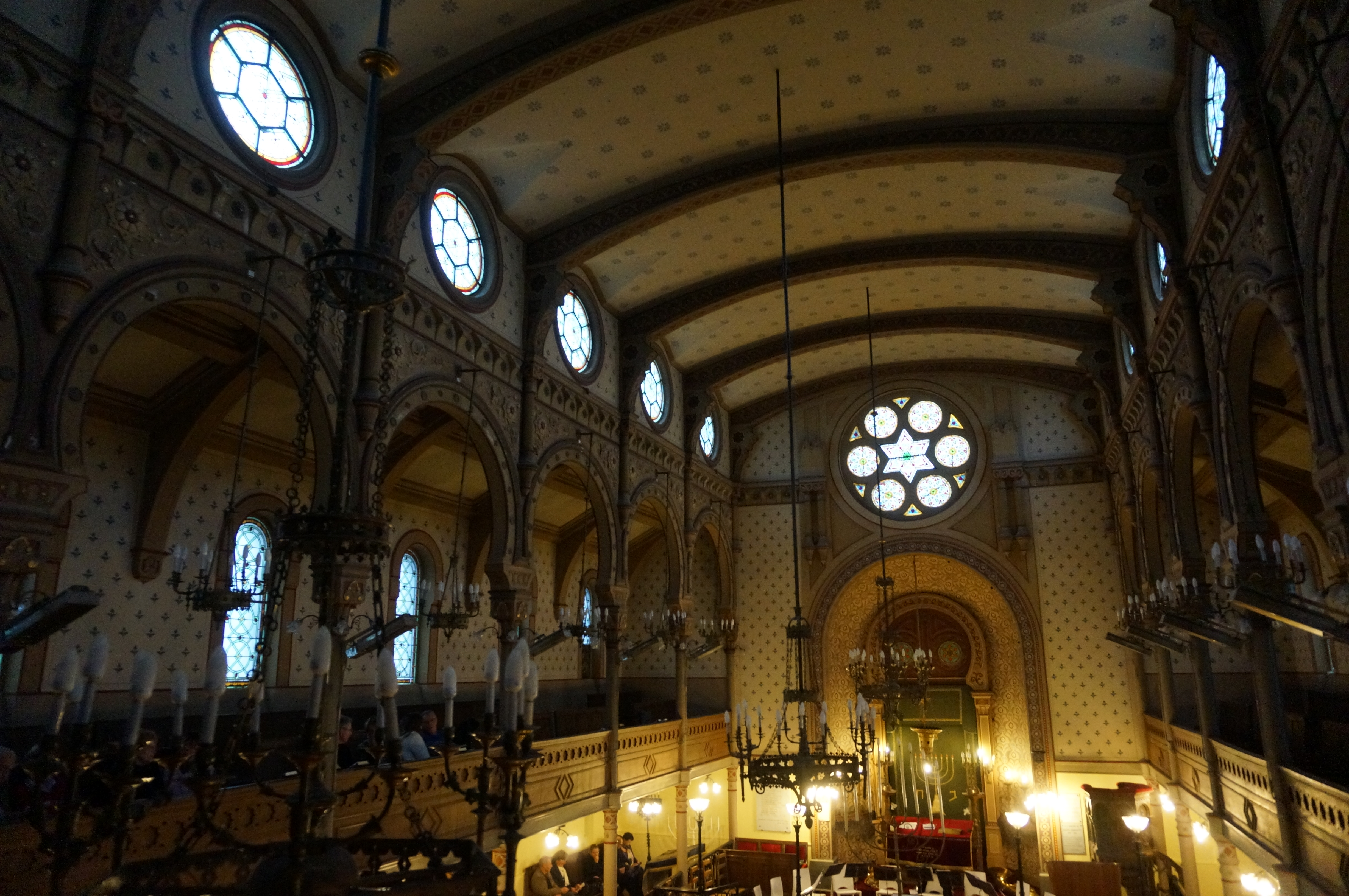
Innenansicht

Die Synagoge Reims befindet sich in der Stadt Reims im Département Marne in der französischen Region Grand Est. Die Adresse der Synagoge ist 49, rue Clovis.

## Geschichte
Die Synagoge in Reims wurde 1878/79 vom Architekten Ernest Brunette, Sohn des bekannten Architekten von Reims Narcisse Brunette, erbaut. Nach der deutschen Annexion von Elsaß-Lothringen nach dem Deutsch-Französischen Krieg von 1870/71 ließen sich viele Juden aus diesen Gebieten in Reims nieder. Deshalb erreichte die jüdische Gemeinde von Reims um 1875 eine Mitgliederzahl von nahezu 650 und die alte Synagoge, in der 7, rue des Capucins, wurde zu klein.
Über dem Portal steht auf Hebräisch der Vers aus der Genesis (28,17): Dies ist das Haus Gottes und die Pforte des Himmels. Die orientalisierenden Stilelemente, wie auch bei der Synagoge von Épernay, war die Mode der damaligen Zeit. Im Innern finden sich wiederum Hufeisenbögen und eine reiche Dekoration. 1901 wurde eine Orgel von Augustin Brisset aus Reims eingebaut, ein Zeichen für die Fortschrittlichkeit der jüdischen Gemeinde.
Seit 1989 ist die Synagoge von Reims ein schützenswertes Baudenkmal (monument historique). Die Synagoge wird heute noch für den Gottesdienst im sefardischen Ritus genutzt, denn die Gemeindemitglieder kommen ausschließlich aus Nordafrika.
Vor der Synagoge wurde 1949 eine Stele für die 226 deportierten und ermordeten Juden aus Reims und Umgebung errichtet.

## Orgel

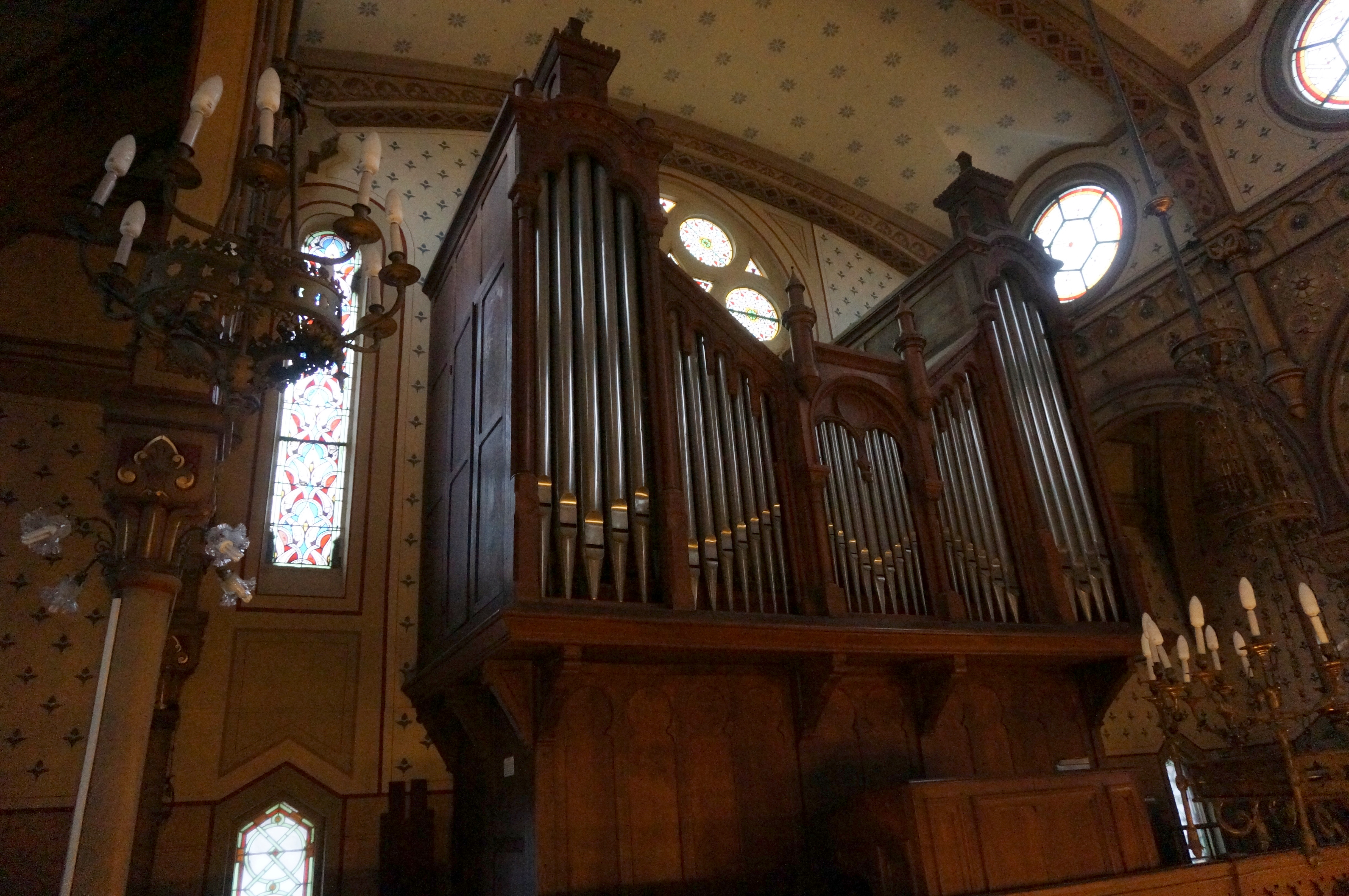
Blick auf die Orgel

Die Synagoge verfügt über eine Orgel, die vom Orgelbauer Augustin Brisset im Jahre 1901 erbaut wurde. Es handelt sich dabei um eine der letzten zwei erhaltenen Orgeln des Orgelbauers. Das romantisch disponierte Instrument hat 14 Register auf zwei Manualwerken und Pedal. Es  wurde zuletzt 2013 restauriert.
| I Grand Orgue C– |                  |     |
| 1.               | Bourdon          | 16′ |
| 2.               | Montre           | 8′  |
| 3.               | Salicional       | 8′  |
| 4.               | Flûte harmonique | 8′  |
| 5.               | Prestant         | 4′  |
| 6.               | Flûte Octaviante | 4′  |

| II Récit expressif C– |                  |    |
| 7.                    | Cor de Nuit      | 8′ |
| 8.                    | Gambe            | 8′ |
| 9.                    | Voix Celeste     | 8′ |
| 10.                   | Flûte Octaviante | 4′ |
| 11.                   | Trompette        | 8′ |
| 12.                   | Basson-Hautbois  | 8′ |

| Pedal C– |             |     |
| 13.      | Soubasse    | 16′ |
| 14.      | Octavebasse | 8′  |